# ناحیه کست‌هی
ناحیه کست‌هِی (به مجاری:  Keszthelyi járás) یک ناحیه در مجارستان است که در زالا واقع شده‌است و ۵۳۵٫۹۳ کیلومتر مربع مساحت و ۴۹٬۴۲۱ نفر جمعیت دارد.